# آن ميلاندر
آن ميلاندر هي متزحلقة سويدية، ولدت في 18 يونيو 1961 في لوند في السويد.

## وصلات خارجية
- آن ميلاندر على موقع الاتحاد الدولي للتزلج (التزلج على المنحدرات الثلجية) (الإنجليزية)
- آن ميلاندر على موقع أوليمبيديا (الإنجليزية)
- آن ميلاندر على موقع اللجنة الأولمبية السويدية (السويدية)